# Chauvigny
Chauvigny är en kommun i departementet Vienne i regionen Nouvelle-Aquitaine i västra Frankrike. Kommunen ligger i kantonen Chauvigny som tillhör arrondissementet Montmorillon. År 2022 hade Chauvigny 7 037 invånare.

## Befolkningsutveckling
Antalet invånare i kommunen Chauvigny
| Referens: INSEE |